# BitTorrent (software)
BitTorrent is een freeware-BitTorrentclient, ontwikkeld voor Windows en Mac. Sinds versie 6.0 is BitTorrent een afgeleide van µTorrent. Versie 5.3, uitgebracht op 4 februari 2009, was de laatste multiplatformversie (Windows, Mac en Linux). BitTorrent is via het programma Wine te gebruiken op Linux. Ontwerper van het computerprogramma is Bram Cohen, tevens ontwerper van het BitTorrentprotocol in 2001.

## Opties
Het programma BitTorrent biedt de gebruiker gedetailleerde opties, informatie en configuratiemogelijkheden. Tijdens het downloaden van een torrent kan men onder andere de volgende informatie zien:
- Welke bestanden reeds zijn gedownload,
- Welk percentage van elk bestand (en/of stukje) nog samenvoeging is vereist en de beschikbaarheid van dat bestand,
- Van wie men downloadt, hun download- en uploadsnelheden, hun IP-adres, hun poort en hun client,
- Download- en uploadsnelheid, resterende tijd, bestandskeuze en trackerinformatie.

BitTorrent is te downloaden als een los gecomprimeerd programmabestand en behoeft geen installatie. Bij het opstarten van het programma wordt wel aangeboden het programma te installeren door zichzelf te verplaatsen naar de programmabestandenmap en door startmenuknoppen en een de-installatieregel aan te maken.
Het bestand blijft zo klein doordat het standaard programmabibliotheken vervangt met eigen programmatuur en omdat het bestand gecomprimeerd wordt.